# Unabhängigkeitstag Usbekistans

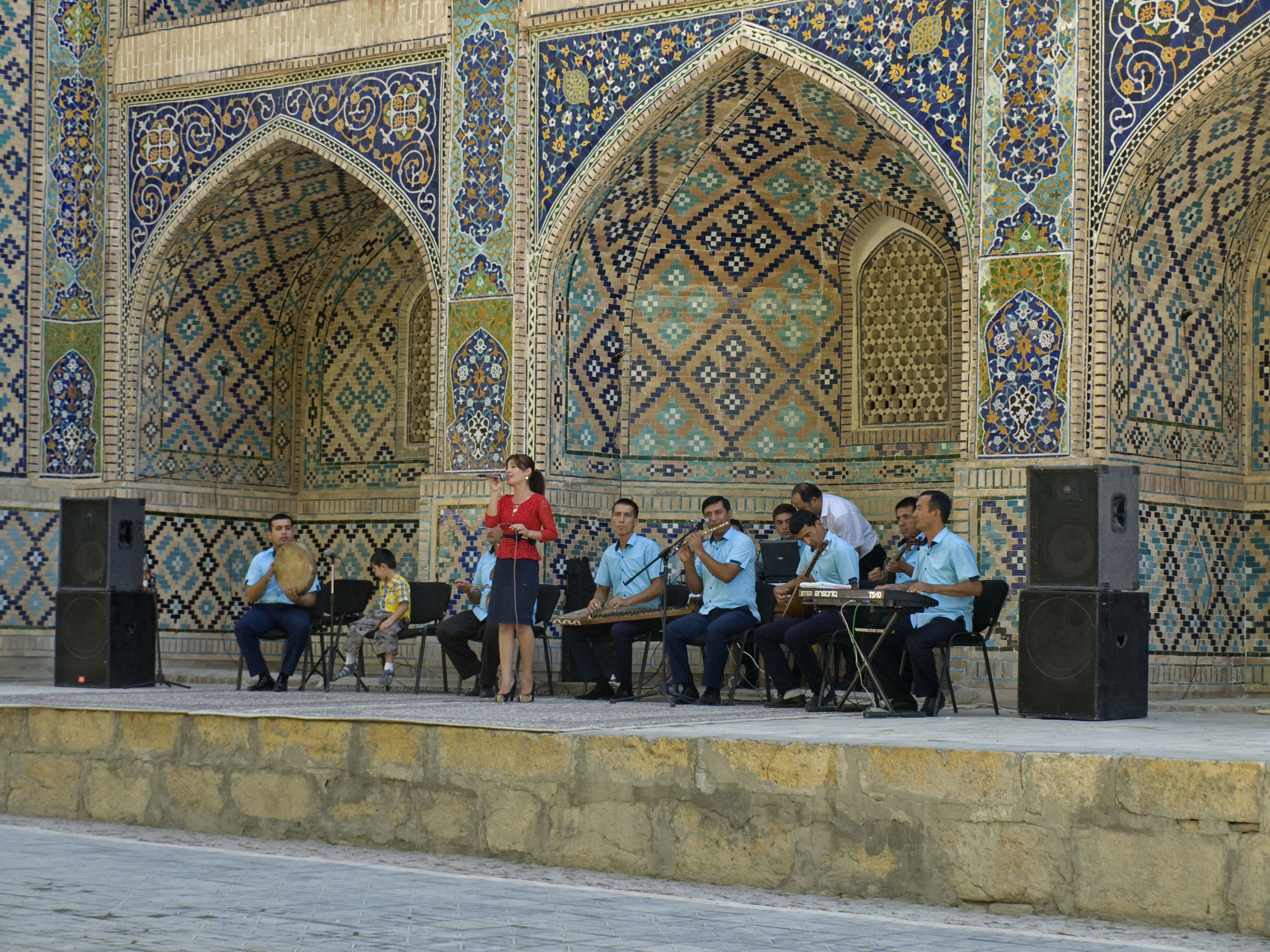
Musikaufführung anlässlich des Unabhängigkeitstages in Bukhara (2015)

Der Unabhängigkeitstag der Republik Usbekistan wird in Usbekistan jedes Jahr am 1. September gefeiert, um an die Ausrufung der staatlichen Unabhängigkeit (von der Sowjetunion) am 31. August 1991 zu erinnern. Der 1. September ist in Usbekistan offiziell ein arbeitsfreier Tag.

## Geschichte
Im Jahr 1991 scheiterte der Augustputsch in der UdSSR-Hauptstadt Moskau. Dank der Initiative von Präsident Islom Karimov wurde am 31. August 1991 die Unabhängigkeit Usbekistans erklärt. Am 31. August 1991 wurden auf einer außerordentlichen Sitzung des Obersten Sowjets der Usbekischen Sozialistische Sowjetrepublik in Taschkent das Dekret „Über die Proklamation der staatlichen Unabhängigkeit der Republik Usbekistan“ und das Gesetz „Über die Grundlagen der staatlichen Unabhängigkeit der Republik Usbekistan“ verabschiedet. Das Dekret enthielt auch die Umbenennung der Usbekischen SSR in Republik Usbekistan.
Am 31. August 1991 wurde der 1. September zum Unabhängigkeitstag Usbekistans bestimmt. Darüber hinaus wurde am 5. September per Dekret von Präsident Islom Karimov der zentrale Platz der usbekischen Hauptstadt, der zuvor nach Lenin benannt war, in Mustaqillik (Unabhängigkeitsplatz) umbenannt. Am 3. Juli 1992 wurde das Staatsgesetz Nr. 669-XII „Über die Feiertage in der Republik Usbekistan“ erlassen, in dem die Daten der zu feiernden Tage, einschließlich des Unabhängigkeitstages, festgelegt wurden. Auf der Grundlage dieses Gesetzes wurden Änderungen des damals geltenden Arbeitsgesetzes verabschiedet.
Der Unabhängigkeitstag wurde 1992 zum ersten Mal gefeiert.
Zu Ehren dieses Ereignisses wurde die erste Arbeiterspartakiade Usbekistans abgehalten, die fünf Tage dauerte und Vertreter aus allen Provinzen des Landes zusammenbrachte. Am 31. August 1992 wurde im Nadira-Begim-Kino in Taschkent der Film Istiqlol ("Unabhängigkeit", Regie: Davron Salimov) gezeigt, der das erste Jahr des neuen Staates und seine Veränderungen schildert.